# 岡山県道311号阿口上線
岡山県道311号阿口上線（おかやまけんどう311ごう あくちかみせん）は、岡山県真庭市を通る一般県道である。

## 概要
真庭市阿口と真庭市上を結ぶ。
真庭市・新見市境付近で大型車の通行が困難になる岡山県道58号北房川上線の迂回路的存在の路線だが、こちらも道は狭いところが多く（改良促進を訴える看板もある）、案内も不十分なので迷いやすい箇所もある。

### 路線データ
- 起点：真庭市阿口（岡山県道58号北房川上線交点）
- 終点：真庭市上（岡山県道320号若代方谷停車場線交点）
- 総延長：5 km

## 地理

### 通過する自治体
- 真庭市

### 交差する道路
| 交差する道路                  | 交差する場所 | 交差する場所 |
| ----------------------------- | ------------ | ------------ |
| 岡山県道58号北房川上線        | 阿口         | 起点         |
| 岡山県道320号若代方谷停車場線 | 上           | 終点         |

### 沿線
- 北房ダム